# 桌山
桌山（或譯特布爾山，英语：Table Mountain，南非荷兰语：Tafelberg，科伊科伊語：Huri ‡oaxa）位于南非西开普省开普敦附近，是一座顶部平坦的沙岩山。
桌山海拔1,086米，大约形成于志留纪或奥陶纪。由于其顶部异常平坦且可以俯看開普敦半島，因此桌山成为了南非的一个著名的旅游景点。桌山有雲覆蓋，雲層是刮東南風迅速形成的，它是高原植被繁茂的主要因素，5個高山水庫貯藏的水就是由冬天西北風帶來的雨水，山頂的年降雨量為1525毫米。

## 桌山的發現
1488年，桌山被葡萄牙航海家迪亞士首次發現，跟著這座山就成為了海員的“燈塔”。

## 桌灣

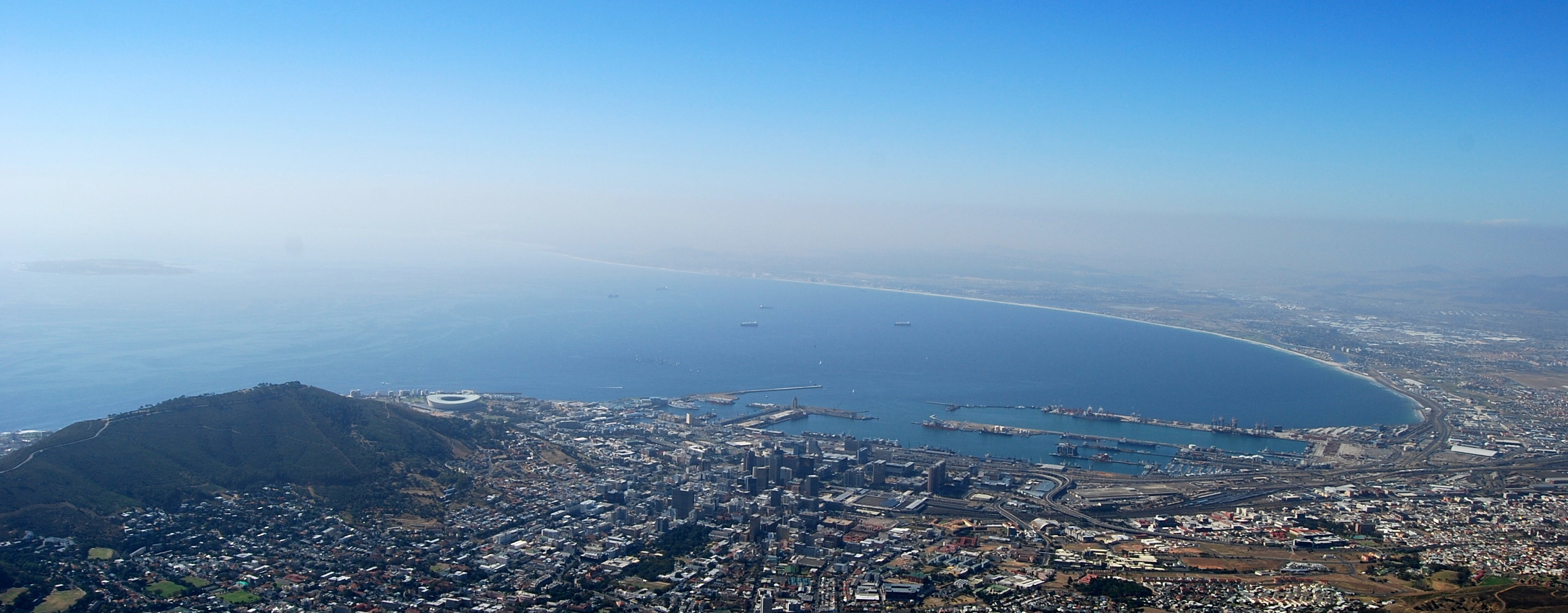
桌湾

桌灣是南非開普敦的海港，在非洲南端附近的大西洋邊上，桌灣從開普敦向北伸展，全長約19千米，寛約13千米。
葡萄牙人是最早看到桌灣的歐洲人，桌灣有充足的淡水，因此曾成為去印度和東方的船隻停泊的地點，荷蘭人曾於1652年在岸邊定居。

## 扩展阅读
- 桌山 （页面存档备份，存于）